# Johann Jakob David
Johann Jakob David (Bazel (Zwitserland), 31 maart 1871 - Lisala (Onafhankelijke Congostaat), 16 maart 1908) was een Zwitsers ontdekkingsreiziger, bergbeklimmer, mijningenieur, zoöloog en publicist. David was vooral actief in Egypte en in de Onafhankelijke Congostaat. Hij was de broer van Adam David.

## Biografie

### Afkomst en opleiding
Johann Jakob David werd in 1871 in Bazel geboren als zoon van een handelaar. Hij was een broer van Adam David, die ook ontdekkingsreiziger was, en was vrijgezel. Na zijn middelbare studies in Bazel, studeerde David natuurwetenschappen in Berlijn, Zürich en ook in Bazel. In 1892 behaalde hij een doctoraat in de zoölogie. Na zijn studies was hij een tijdje werkzaam als maritiem bioloog in de Franse stad Menton, aan de Middellandse Zee.

### Egypte
In 1894 trok hij als leraar en journalist naar Egypte. Enkele jaren later, in 1896, werd hij er door het bedrijf J. Planta & Co. aangesteld als directeur van een katoenproefstation in de Nijldelta en later als verantwoordelijke voor de uitbouw van een natronmijn in de Libische Woestijn. In 1900 zette hij samen met zijn broer Adam een handelsexpeditie op naar het naburige Soedan. Een jaar later, in 1901, werd David vervolgens door de onderkoning van Egypte, kedive Abbas II van Egypte, belast met een studiereis naar de Griekse eilanden die op dat moment tot Egypte behoorden.

### Onafhankelijke Congostaat
Tussen 1902 en 1906 ondernam David vervolgens een ontdekkingsreis door de Onafhankelijke Congostaat. Hij trok er door het Kongobekken en nam deel aan de allereerste beklimming in de geschiedenis van het Rwenzori-gebergte. Vanaf 1906 was hij directeur van een kopermijn in Bamanga, eveneens in de Onafhankelijke Congostaat. David zou in 1908 in de Congostaat sterven.
David leverde verscheidene stukken aan het geschiedkundig natuurmuseum in Bazel en publiceerde in diverse tijdschriften.
- Gemeinsame Normdatei: 140221255
- Historisch woordenboek van Zwitserland: 028805
- Virtual International Authority File: 103761759
- WorldCat: E39PBJdmgBvkpyF7tfhXRCW7HC